# Ga Eocheon
Ga Eocheon (Tiếng Hàn: 어천역, Hanja: 漁川驛) là ga tàu điện ngầm trên Tuyến Suin–Bundang, nằm ở nằm ở Eocheon-ri, Maesong-myeon, Hwaseong-si, Gyeonggi-do. Trước khi mở cửa trở lại vào ngày 12 tháng 9 năm 2020, Tuyến Suin khổ hẹp hoạt động cho đến năm 1995 và tòa nhà ga vào thời điểm đó được sử dụng làm phòng nghỉ cho nhân viên của các nhà máy gần đó trong một thời gian ngay cả sau khi nhà ga bị đóng cửa và bị phá bỏ vào nửa đầu năm 2013

## Lịch sử
- 5 tháng 8 năm 1937: Khai trương dưới dạng kho cấp[1]
- 2 tháng 10 năm 1975: Hoàn thành việc xây dựng nhà ga
- 16 tháng 5 năm 1977: Ngừng xử lý hydrua
- 1 tháng 9 năm 1977: Ngừng xử lý hàng hóa, hydrua
- 1 tháng 9 năm 1982: Hạ cấp xuống trạm triển khai đơn giản
- 1 tháng 8 năm 1983: Hạ cấp xuống ga đơn không bố trí
- 1 tháng 1 năm 1996: Hoạt động xử lý hành khách dừng lại do Suin Line đình chỉ hoạt động kinh doanh[2]
- Nửa đầu năm 2013: Phá dỡ nhà ga cũ
- 4 tháng 9 năm 2015: Đã xóa khỏi bảng khoảng cách đường sắt[3]
- 25 tháng 10 năm 2019: Tên ga được quyết định là Ga Eocheon[4]
- 2 tháng 2 năm 2020: Chạy thử toàn diện giữa Suwon - Đại học Hanyang tại Ansan[5]
- 29 tháng 5 năm 2020: Bảng khoảng cách được sửa đổi theo việc bắt đầu sử dụng bảng khoảng cách đường sắt.[6]
- 12 tháng 9 năm 2020: Khai trương Tuyến Suin–Bundang

## Bố trí ga
| ↑ Omokcheon |
| \| １       |
| Yamok ↓     |

| １ | ●Tuyến Suin–Bundang | ← Hướng đi Suwon · Giheung · Seohyeon · Wangsimni            |
| ２ | ●Tuyến Suin–Bundang | → Hướng đi Đại học Hanyang tại Ansan · Jeongwang · Incheon → |

## Xung quanh nhà ga
- Bưu điện Maesong
- Maesong Nonghyup
- Trung tâm Huấn luyện Tuyển dụng Sư đoàn 51 Bộ binh Nội địa

## Hình ảnh

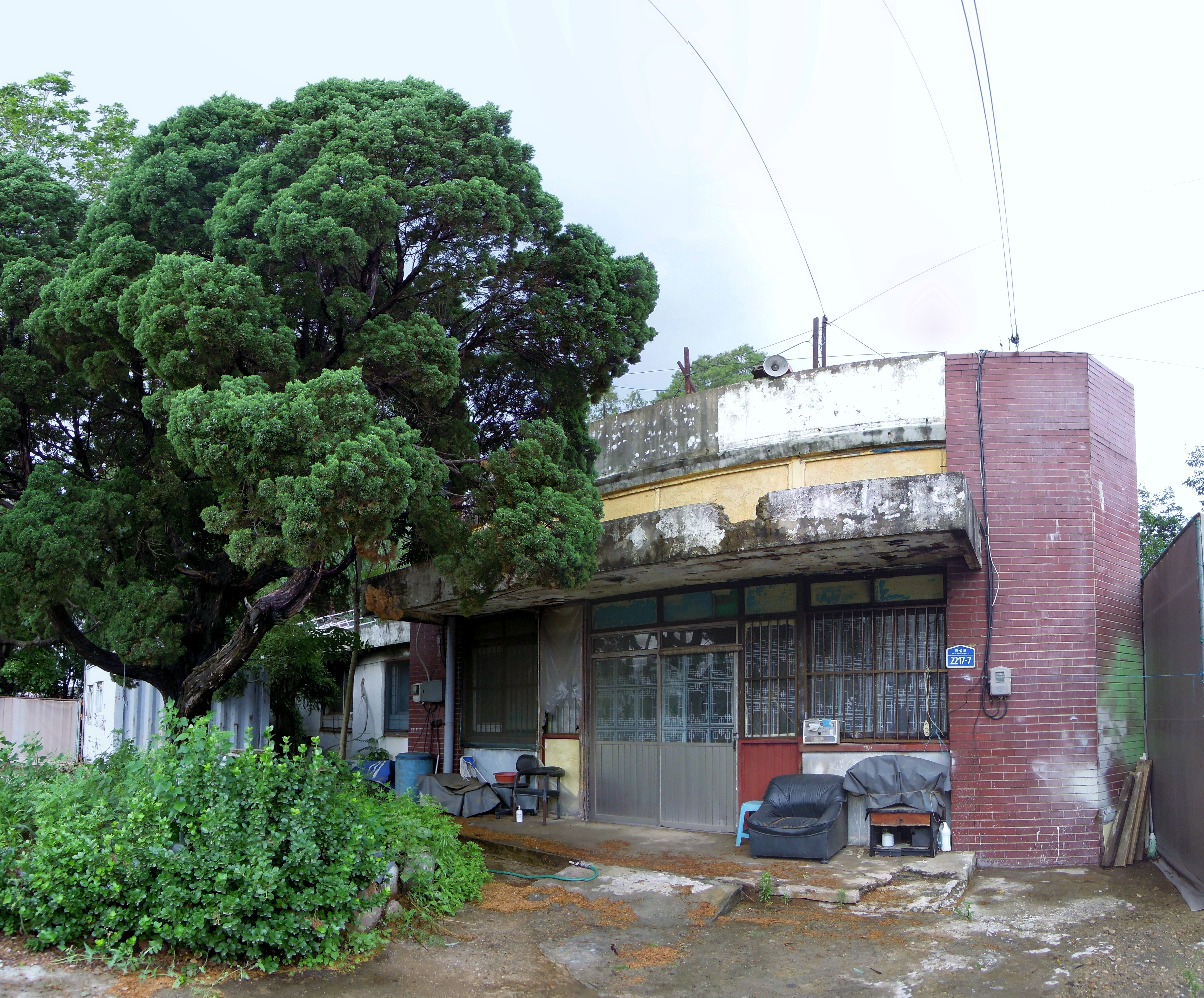
Tòa nhà cũ (hiện đã bị phá hủy)
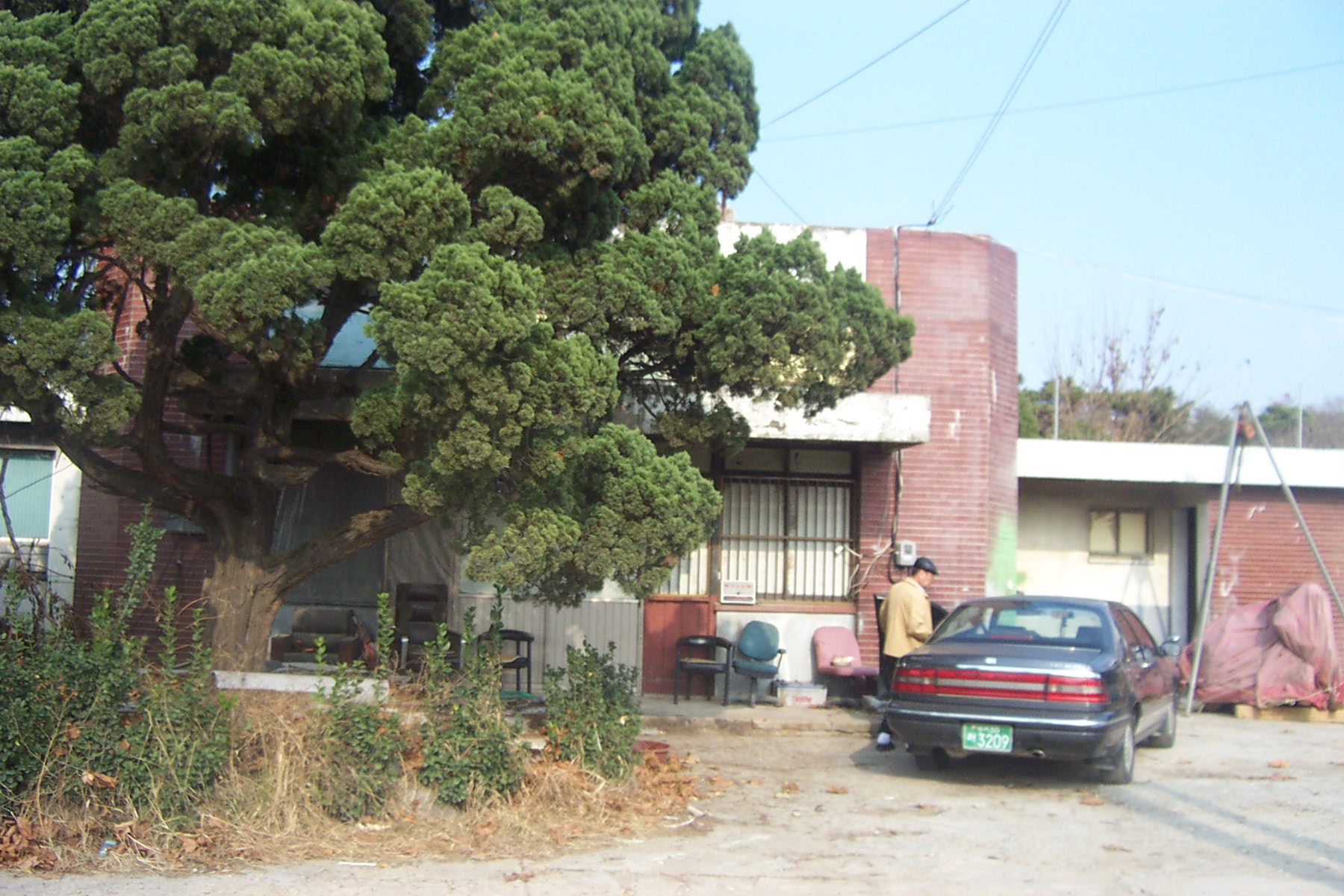
Tòa nhà cũ (hiện đã bị phá hủy)
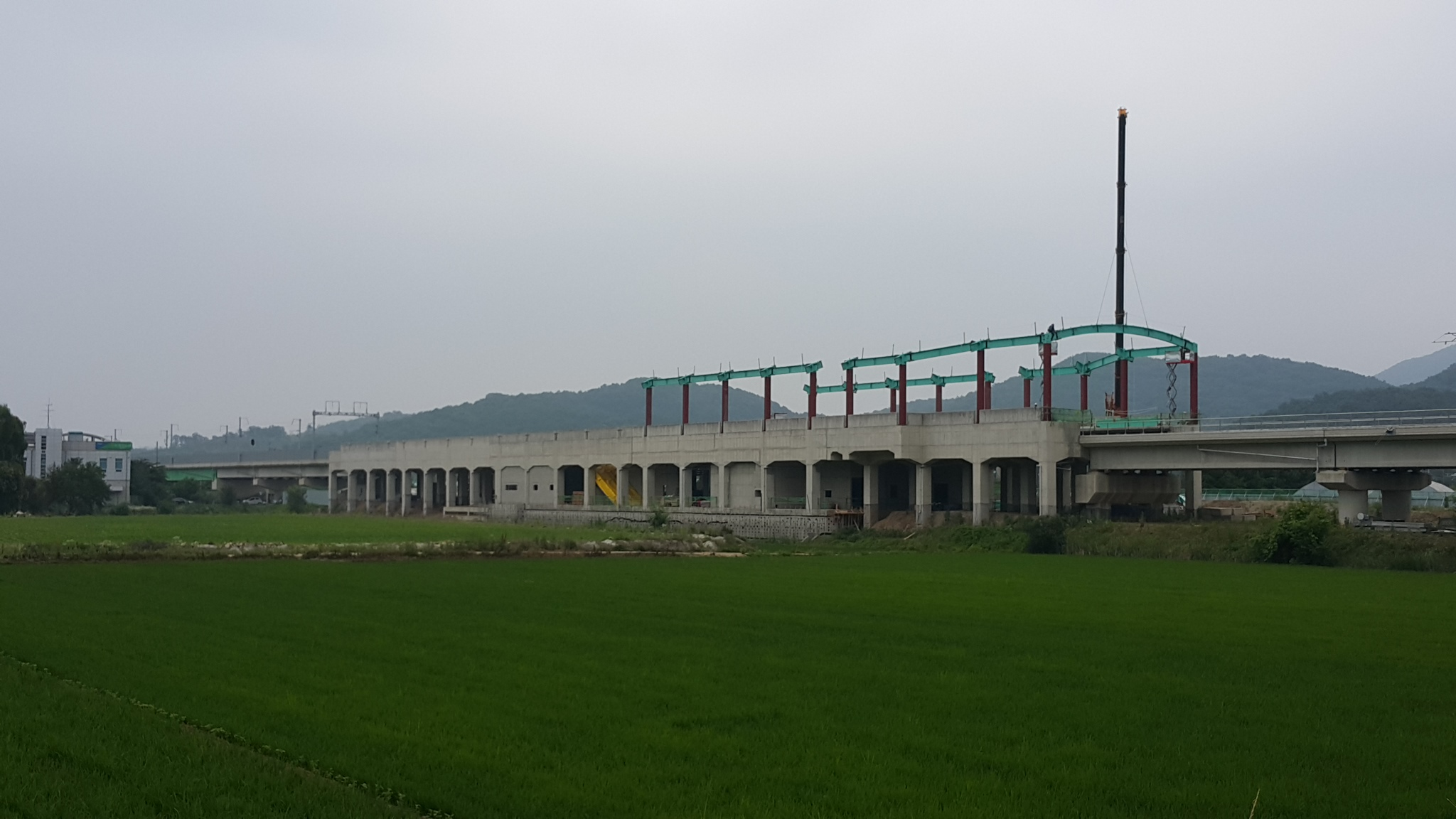
Nhà ga đang thi công (30/06/2019)
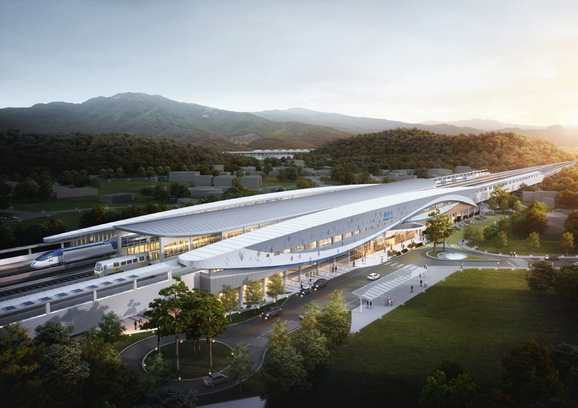
Nhìn toàn cảnh (20/08/2019)
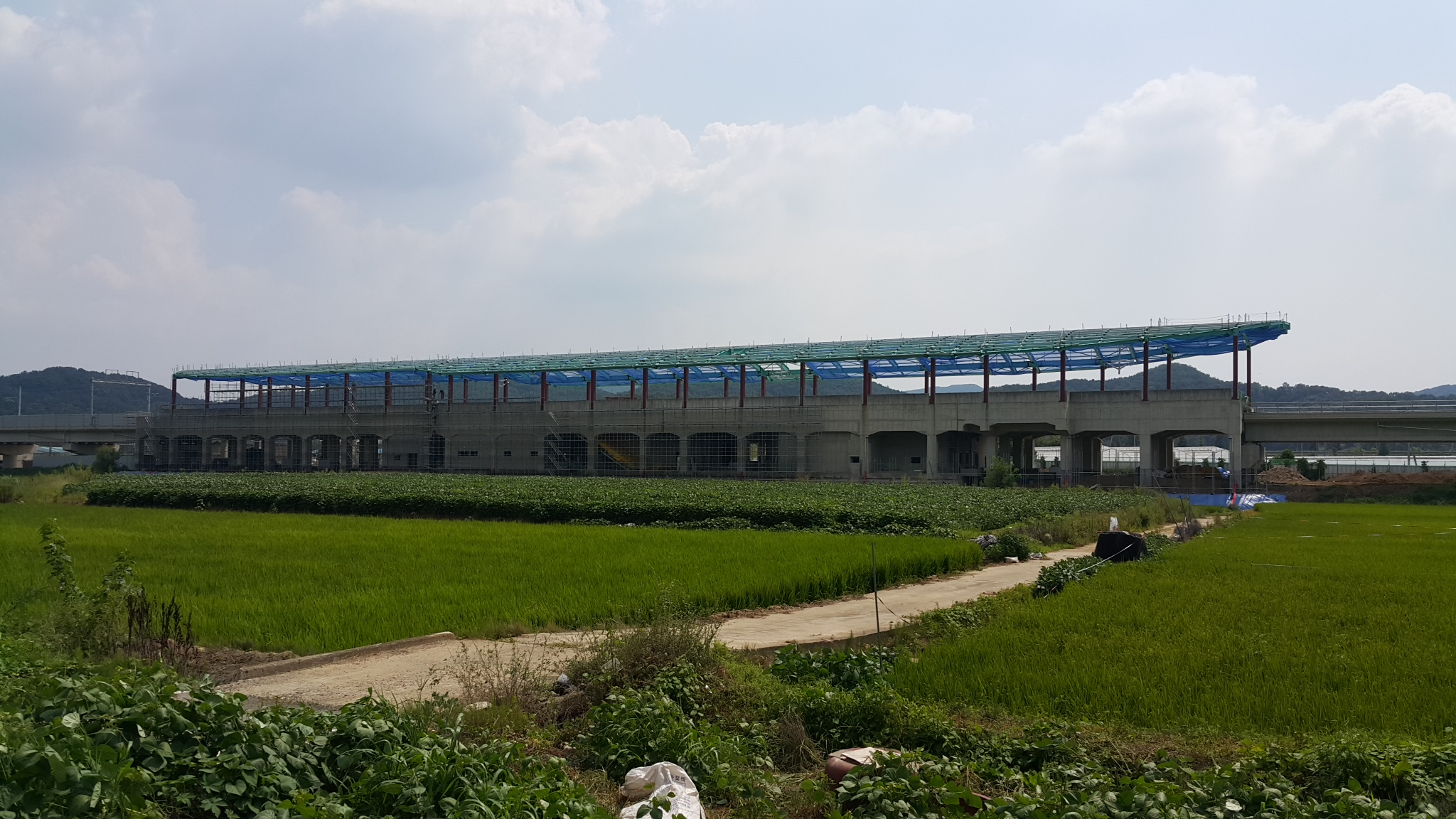
Nhà ga đang xây dựng (25/08/2019)
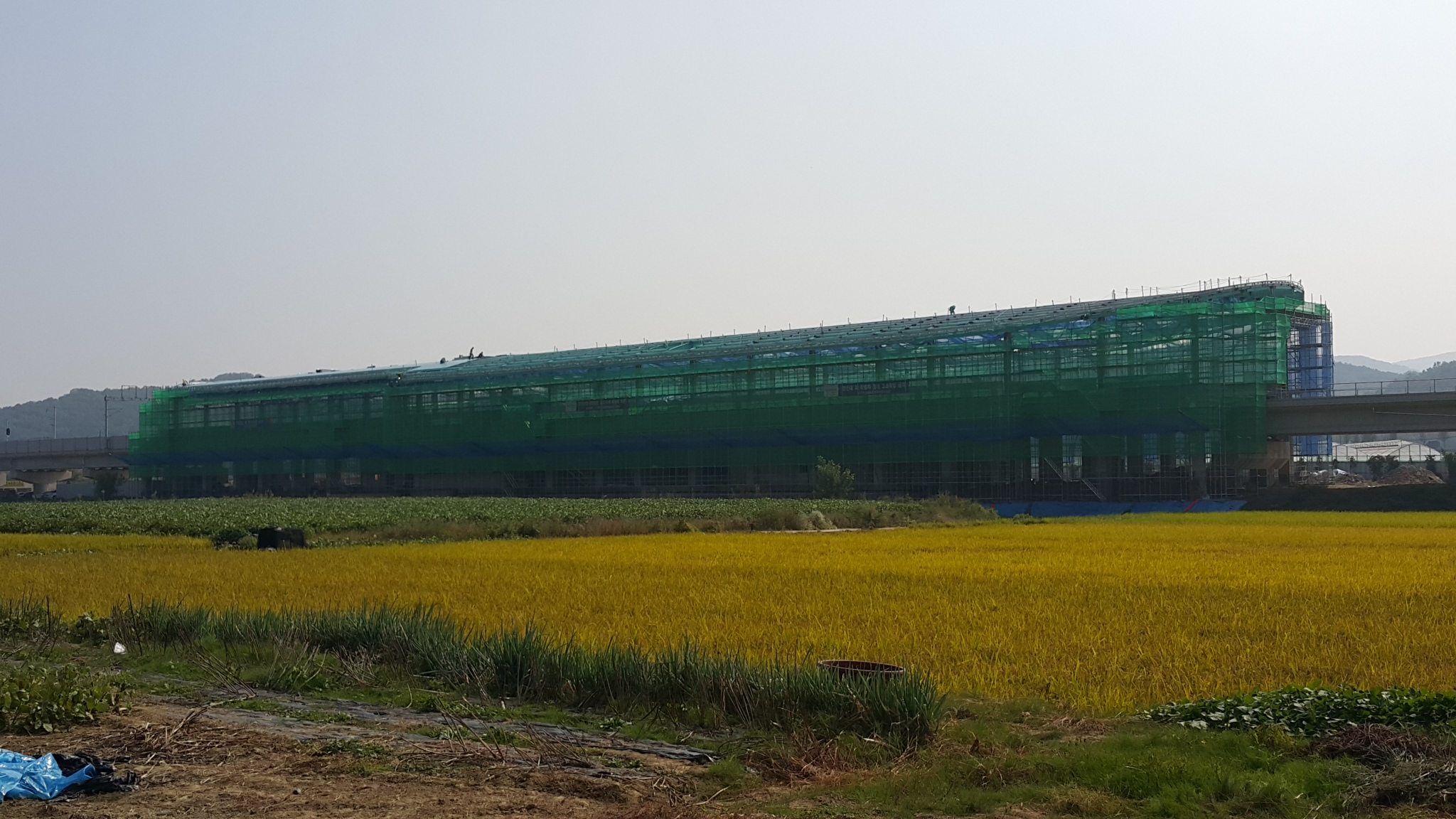
Nhà ga đang thi công (30/09/2019)
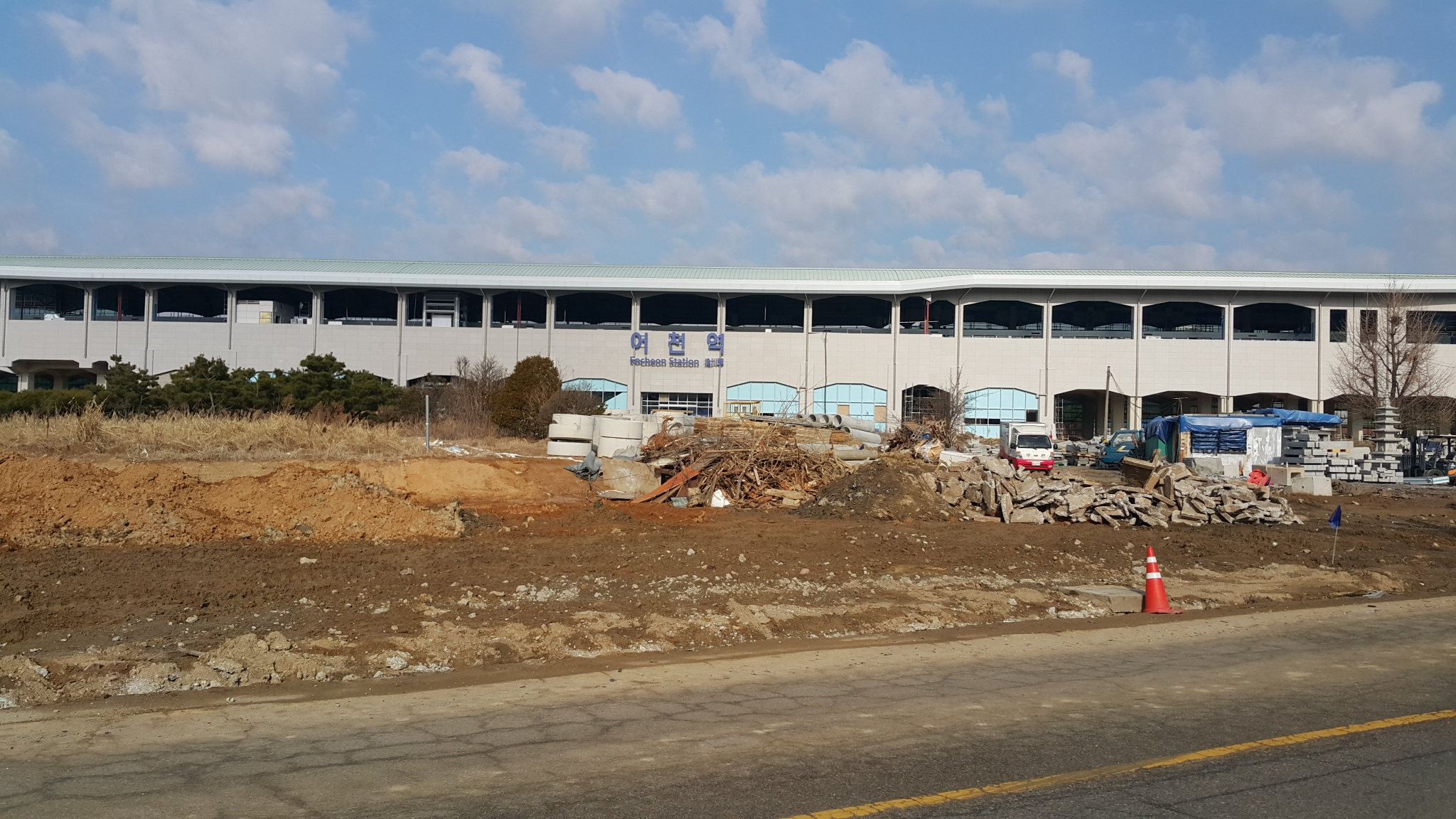
Nhà ga đang xây dựng (25/08/2019)
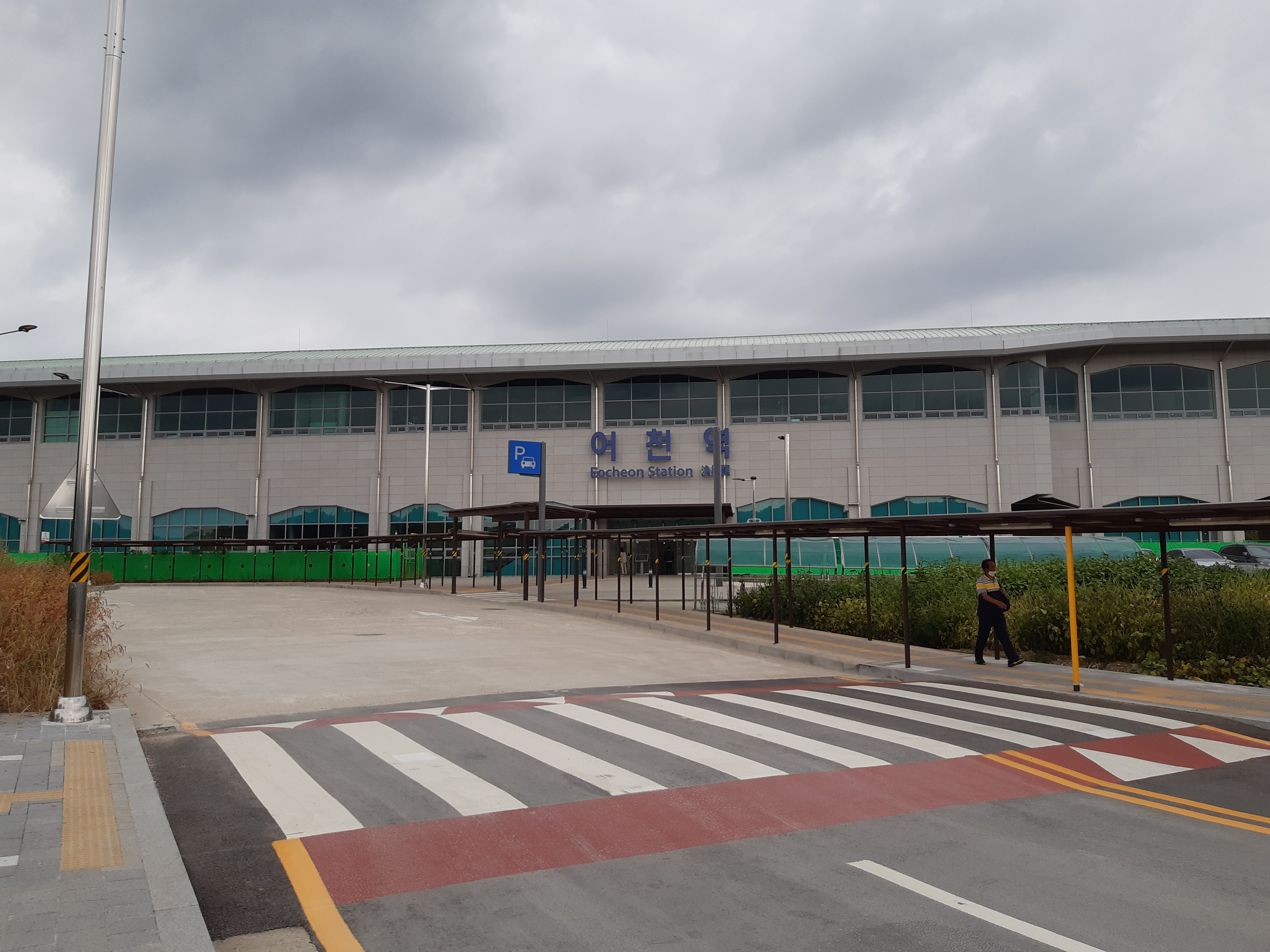
Nhà ga
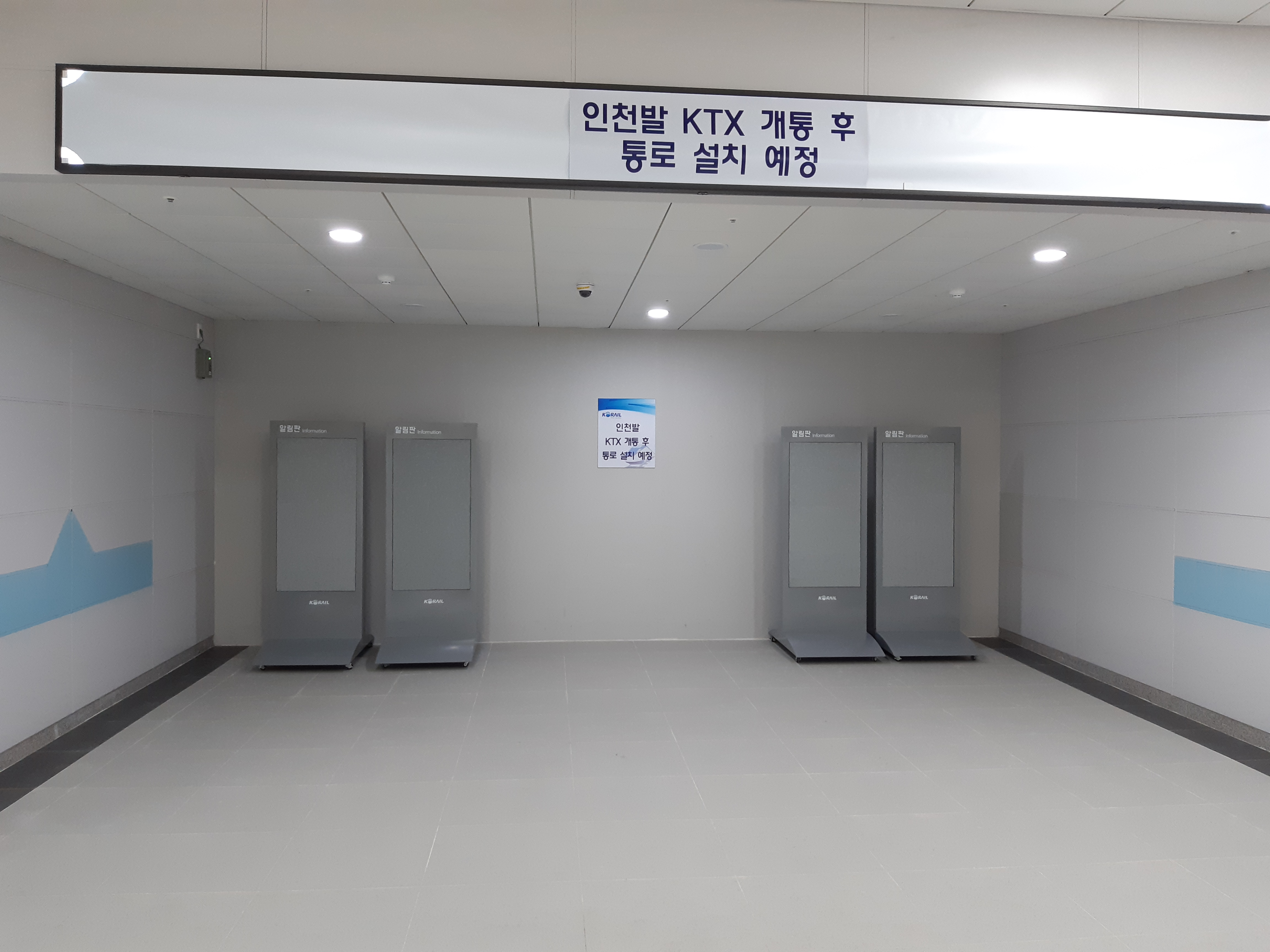
Lối đi (dự kiến lắp đặt sau khi khai trương KTX từ Sân bay Quốc tế Incheon)
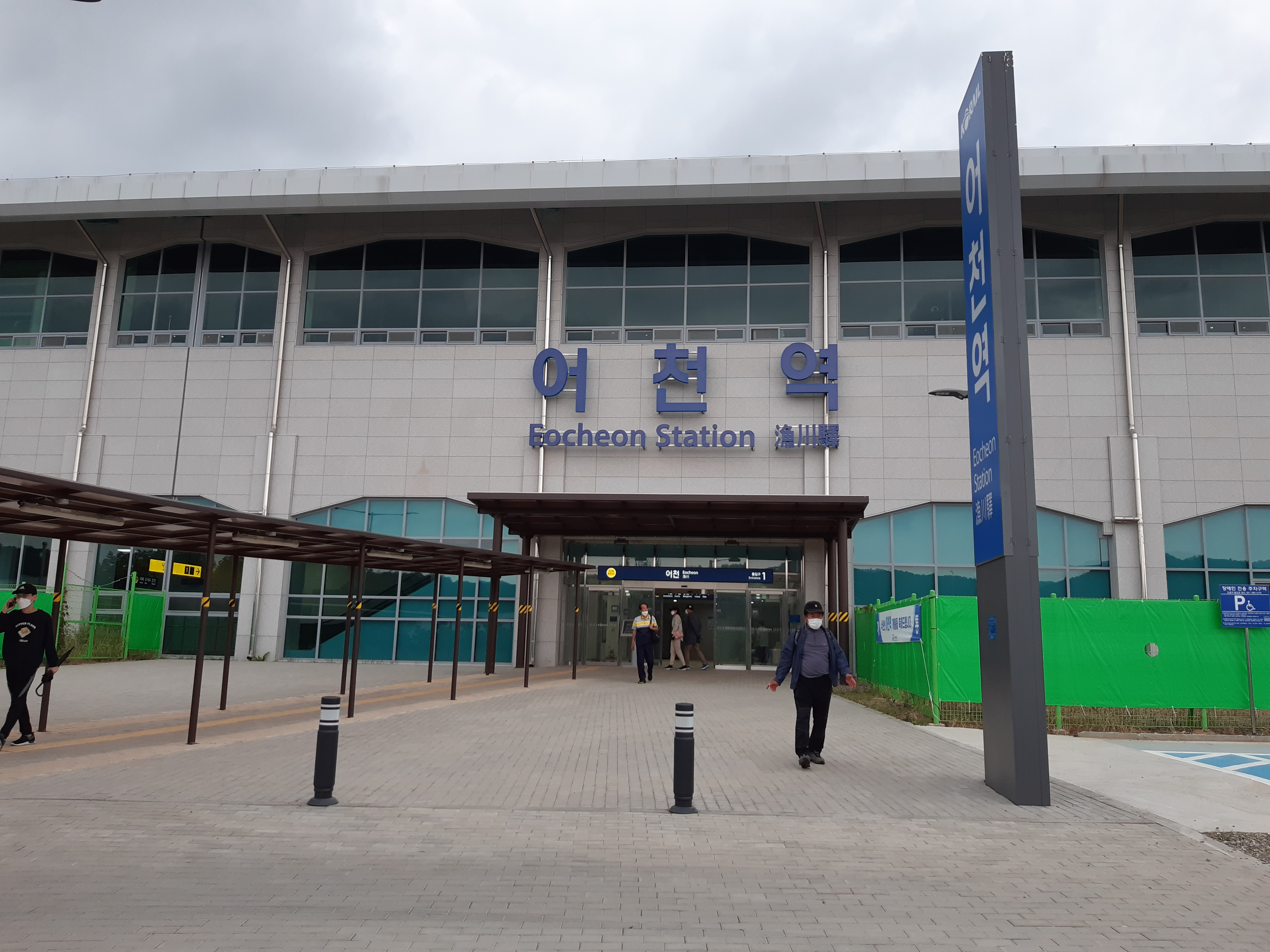
Lối ra 1